# ヘスター・スタンホープ

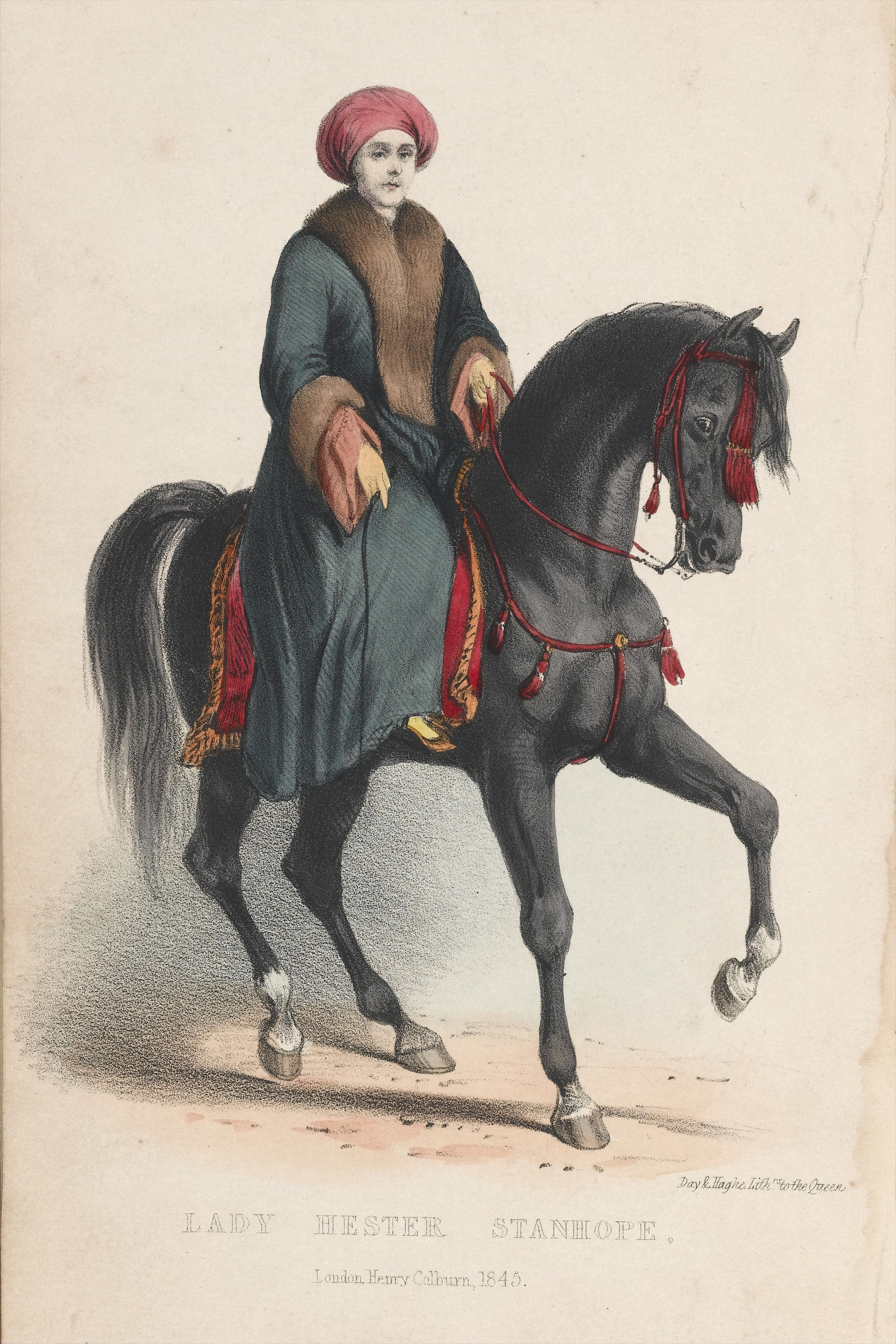
C.L.マーヨンの回顧録の挿絵

へスター・ルーシー・スタンホープ（Hester Lucy Stanhope、1776年3月12日 - 1839年6月23日）は、イギリスの貴族の娘である。1766年から1768年まで首相を務めたチャタム伯爵ウィリアム・ピット（大ピット）の孫に当たり、1783年から1803年までの首相ウィリアム・ピット（小ピット）の姪でもあり、1810年頃から中東の修道院跡に屋敷を築いて暮らした。

## 生涯
イングランドのケントで生まれた。第3代スタンホープ伯チャールズ・スタンホープと最初の妻で大ピットの長女ヘスターの子で、母親の異なる妹たちがいる。祖母の家に移った後、母方の叔父の小ピットの家に招かれ、家事の監督を行い、外国使節の接待などの手はずを整えたり、小ピットの相談相手を務め、社交界で高い地位を得た。1806年に小ピットが没すると、遺言で毎年1500ポンドの年金を受け取ることになった。
1810年に秘書の女性、召使たちと、後にスタンホープの伝記を書く主治医のチャールズ・ルイス・マーヨン（Charles Lewis Meryon）と中東へ旅し、現在のレバノンの廃墟となった修道院と村の跡に、周囲を防壁で囲んだ庭園つきの邸をつくり、現地人を雇い、領主のように暮らした。トルコの男性の衣装をまとい、愛馬を駆って近隣の城まで遠乗りをするなどした。24匹の猫と暮らした。スタンホープの屋敷には、フランスの抒情詩人、アルフォンス・ド・ラマルティーヌや世界旅行をしたヘルマン・フォン・ピュックラー＝ムスカウなどが訪れた。1828年に秘書役の女性が死んだ後も中東に留まった。晩年は近隣の部族に悩まされ、1839年に訪れたイギリス領事とアメリカの伝道師によって、現地人の召使いたちによって家財が持ち去られた屋敷の中で、遺体が発見された。